# Dead Hungry
『Dead Hungry』は、 キュー・ゲームスが2016年12月6日に開発・販売したコンピュータゲームである。

## 内容
Pixel JunkVRシリーズの第一作目である本作は、ハンバーガーのフードトラックの料理人となり、迫りくるゾンビたちにハンバーガーを投げつけて人間に戻す内容であり、プレイヤーがゾンビに襲われるとゲームオーバーとなる。
焼き具合が不十分なパティのハンバーガーでもゾンビは食べてくれる一方、おいしいハンバーガーや大きなハンバーガーはゾンビの満腹度を満たし、人間に戻す。また、ケチャップボトルや招き猫など食べ物以外のものも具材として使うことができるが、食べ物以外のものは補充されない。さらに、ドリンクやサイドメニューはゾンビの一時的な足止めとして有効である。
通常のゾンビは女子高生・サラリーマン・相撲取りの3種類がおり、ボスキャラクターとして舞妓ゾンビがいる。全部で30のステージがあり、ステージによって出現するゾンビの構成が異なる。また、ステージごとに設定された「グリルマスター」の称号を開放すると、新しいアイテムを手に入れることができる。
PS VR版ではDUALSHOCKまたは、一対のPlayStation Moveをコントローラとして使用する。

## 開発

### ゲームジャム版
本作は社長のディラン・カスバートの提案により開催された社内ゲームジャムの中で開発された。ゲームジャムは、ゲームエンジンにUnityを使ったVRゲームを2週間かけて制作するというルールのもと、リクルート方式で開発メンバーを募る形で行われた。
社員の一人であるホセ・ルイス オルティス・ソト（以下、通称名である「ペペ」とする）は、当時海外で料理を題材とするゲームが人気だったことから、このジャンルを骨子としたゲームを企画し、この時点で「VR空間で料理をする」「ファストフードを提供する屋台がテーマ」というコンセプトを作り上げた
また、ペペは、自らが好きな『バーチャコップ』や『クレイジータクシー』をはじめとする、1990年代のセガのアーケードゲームのスタイリッシュさを取り入れ、さらにひねりを入れるために、銃ではなくタイピングでゾンビを倒す『ザ・タイピング・オブ・ザ・デッド』の要素も取り入れた。
その一方、食べ物を与えてゾンビを倒すという奇抜な設定故に協力者が集まらず、ペペは一人でプロトタイプを作成するはめになった。
もう一人の社員である大野大樹が加わった時点ではまだゾンビができていなかったため、大野はゾンビを作ることにした。
リアリティのあるゾンビはおいしそうな食べ物にそぐわない一方、デフォルメされたポップなデザインのゾンビでは緊張感に欠けることから、1990年代のアーケードゲームのようなデザインとレトロなファッションを組み合わせたゾンビを作り上げ、モデルを使いまわす形でキャラクターにバリエーションを持たせた。
ゲームジャム版の時点で「ゾンビのオーダーに応えて食べ物を渡す」というコンセプトは出来上がっていた一方、まだOculus Touchの開発キットが配布されていなかったため、操作体系はOculus DK2とゲームパッドだった。

### BitSummitへの出展から製品化へ
その後、カスバートからゲームジャム版をBitSummit4thに出展するという指示が出された。ゲームジャム版の第一印象は強かったものの、粗削りな部分も見受けられたことから、社内では不安視する声が上がった。これを受け、1か月にわたるブラッシュアップが行われた。まず、ゲームジャム版にはBGMがなかったため、倉橋がかつて活動していたハードコアメタルバンドの楽曲が採用され、製品版でも同じBGMが使われた。
操作体系をゲームパッドからOculus Touchに変更したところ、プレイヤーの動作が「手で食材をつかんで投げる」に変更され、没入感が増した。これに関連する形でオーダー制も廃止したことにより、ゲーム自体の面白さも向上した。
その結果、改善されたバージョンはBitSummitで行列ができるほどの人気を博し、ユーザー賞とIGN賞を受賞した。
Oculus Touchと同時に発売することを目標に、倉橋豊らが加わった開発チームが立ち上げられ、ペペはプログラマー兼ゲームデザイナーに就任した。
また、広報部門に所属していたミゲル・サンチェスが初めてディレクターとして就任した。
製品化にあたり、倉橋はもっと見栄えをよくしたほうがよいかと尋ねたが、カスバートからBitSummit版のB級テイストを保つようという指示を受けた。キュー・ゲームスの本社が京都にあることにちなんで、ゲームの世界観を「外国人が勘違いした日本」に変更し、ゾンビ・食材・アイテムが大幅に追加された。また、BitSummit版の勝利条件は規定時間いっぱいに店を守り抜くことだったのに対し、製品版では一定数のゾンビまたはボスである舞妓ゾンビを人間に戻すことに変更された。
さらに、プレイヤー自身の上達によって余裕が生じた時点で初めて気づけるように、あえてチュートリアルでは食べ物以外のアイテムもハンバーガーの具材として使えることを明言しないことにした。
その一方で、持ったりつかんだ時の感覚などは従来のPixelJunkと同じくらいの注意が注がれた。

## 評価
Game Watchの石井聡は、BitSummit版の人気について「プレイヤーがせわしなく動く様子は現実のファストフード店の忙しさを思わせるため、周りで見ている人たちもプレイヤーの窮状に思いをはせることができる。商品化を想定していないからこそのカオスな自由さが、多くの人々の心をつかんだ」と推測している。
EngadgetのIttousaiは「難しいが、シンプルで直感的な操作体系により、つかみ方さえ覚えれば初心者でも遊びやすい」と述べ、一人用ゲームながらも皆で楽しめるゲームだと評価した。4Gamer.netのgingerも同様の評価を寄せた。
iNSIDEの吉田輝和は、PS VR版について「初代PlayStationに多く見られたバカゲーをほうふつとさせるが、このようなゲームにありがちな初プレイ時のインパクトだけでなく、ゾンビの種類や状況に合わせて手早くハンバーガーを作ったりドリンクやサイドメニューを駆使する中で、自分にとって一番効率的な動きを見つけ出した時が面白い」と評価した。

### 受賞歴
BitSummit4th
- ユーザー賞（受賞）
- IGNJAPAN 賞（受賞）
- 魅惑的存在感賞（ノミネート）